# 韩静霆
韩静霆（1944年11月22日—），男，祖籍山东高唐，生于吉林东辽，中国作家，中国人民解放军空军文职少将，曾任中国作家协会全国委员会委员。代表作有小说《凯旋在子夜》《孫子大傳》、歌曲《今天是你的生日》。其子为创作歌手雪村。